# San Rocco al Porto
San Rocco al Porto là một đô thị ở tỉnh Lodi trong vùng Lombardia của Italia, cách khoảng 50 km về phía đông nam của Milano và khoảng 25 km về phía đông nam của Lodi. Tại thời điểm 31 tháng 12 năm 2004, đô thị này có dân số 3.383 người và diện tích là 30,7 km².
San Rocco al Porto giáp các đô thị: Fombio, Santo Stefano Lodigiano, Calendasco, Guardamiglio, Piacenza.